# Konrad Morgenroth

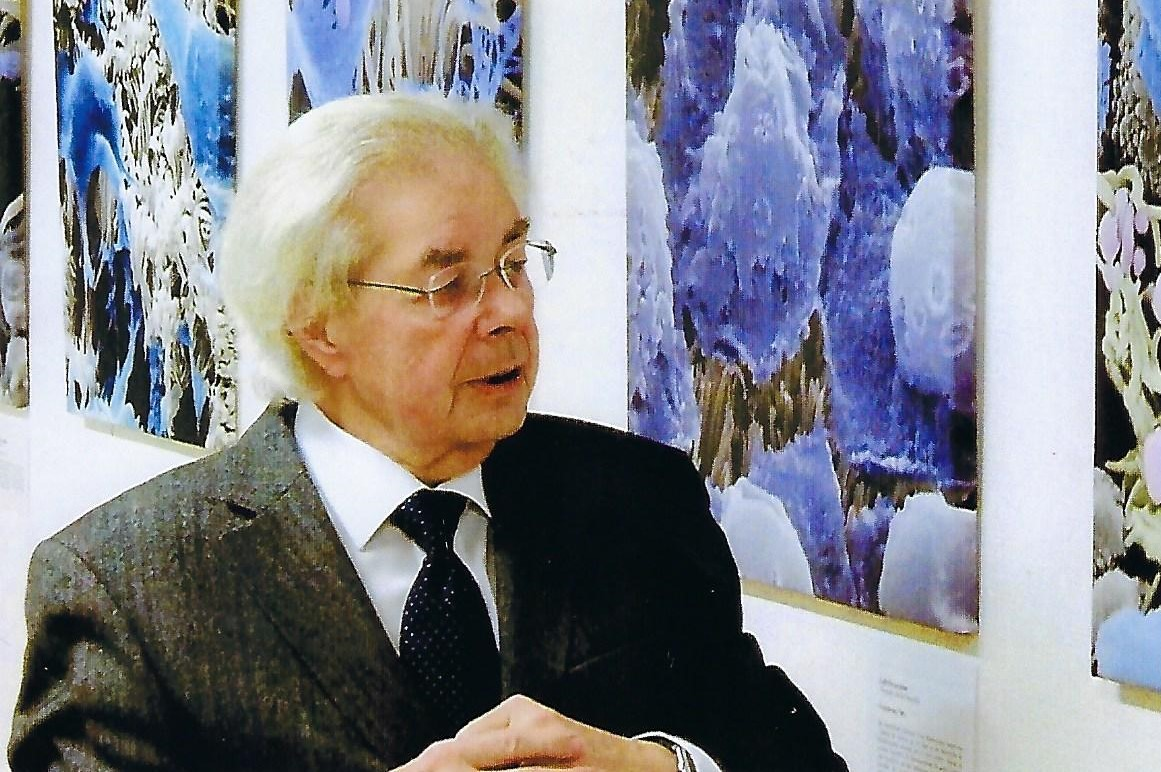
Konrad Morgenroth (2015)

Konrad Morgenroth (* 30. Oktober 1937 in Königsberg (Preußen); † 5. Dezember 2022 in Bochum) war ein deutscher Pathologe und Hochschullehrer.

## Leben
Als Sohn eines gleichnamigen Arztes und Zahnarztes Konrad Morgenroth (1909–1970) wurde Morgenroth 1943 in Königsberg eingeschult. Vor der vorrückenden Roten Armee floh die Familie nach Westdeutschland. In Hattingen kam Morgenroth auf das Mathematisch-Naturwissenschaftliche Gymnasium Waldstraße Hattingen. 1955 wechselte er auf die CJD Jugenddorf-Christophorusschule Oberurff. Dort bestand er am 13. März 1957 die Reifeprüfung. An der Universität Hamburg begann er Medizin und Zahnmedizin zu studieren. Da sein Vater im  Königsberger Corps Littuania aktiv gewesen war, renoncierte der Sohn im Corps Albertina. Die Reception war am 27. Juli 1957. Am 29. Juli 1958 inaktiviert, wechselte Morgenroth an die Westfälische Wilhelms-Universität (WWU). An der dortigen Zahnklinik hatte sein Vater einen Lehrauftrag. Morgenroth schloss er sich auch dem damals in Münster ansässigen Corps Guestphalia Halle an. Er bestand am 3. März 1960 die Ärztliche und am 18. Oktober 1960 die Zahnärztliche Vorprüfung. Mit der Unterbrechung von einem Semester an der Universität Innsbruck absolvierte er das klinische Studium in Münster. Am 19. Juli 1963 bestand er das Medizinische Staatsexamen. Drei Tage später wurde er von der WWU zum Dr. med. promoviert. Neben seiner Tätigkeit als Medizinalassistent war er bei Hermann Themann und Gerhard Pfefferkorn am Institut für Medizinische Physik der WWU tätig. 1966 als Arzt approbiert, ging er als Wissenschaftlicher Assistent zu Willy Giese in die Münsteraner Pathologie. 1969 habilitierte er sich in Münster. 1971 wurde er Facharzt und Privatdozent. Unter dem neuen Ordinarius Ekkehard Grundmann wurde er 1972 zum apl. Professor ernannt. Im Oktober 1974 folgte er dem Ruf der Ruhr-Universität Bochum auf ihren Lehrstuhl für Pathologie. Im März 2003 emeritiert, zog sich Morgenroth 2005 ganz aus dem Universitätsleben zurück. Verheiratet war er ab 1964 mit der Medizinisch-technischen Assistentin Rita geb. Wesling. Mit ihr hatte er drei Söhne und eine Tochter.